# La Sexta
La Sexta (en français : La sixième) est une chaîne de télévision espagnole généraliste du groupe Atresmedia.

## Historique

### La Sexta
La Sexta puise de ses origines en 2001 en tant que chaîne de télévision éducative connue sous le nom de Beca TV, propriété de Grupo Planeta dès le 18 mars 2001. La chaîne commença à émettre officiellement le 1er avril 2001 et ferme le 21 juillet 2003, faute de rentabilité.
Le 25 novembre 2005, le groupe Gestora de Inversiones Audiovisuales La Sexta a obtenu le droit de diffuser ce jour-là. La Sexta a testé sa diffusion sur la TDT à partir du 12 décembre de la même année. Le 23 janvier 2006, elle commence ses tests analogiques dans les villes de Barcelone et de Madrid. Le 20 février, elle a commencé ses tests en continu, jusqu'à ce qu'elle soit diffusée douze heures par jour le 22 février. 
Le 2 mars, elle diffuse pour la première fois un programme en direct : il s'agissait du  match de football Croatie - Argentine. Cette même année, elle annonce quelle diffusera des matchs de la Coupe du monde 2006, dans laquelle elle partagera les matchs avec la chaîne Cuatro.
Depuis le 1er juillet 2007, laSexta est disponible sur Digital+, plateforme de télévision payante comparable à Canalsat.
Dès l'adoption du logo représentant un carré noir et un 6 blanc le 4 août 2007, un 6 blanc sur un carré vert plus transparent est affiché en haut à droite tout au long des programmes de la chaîne.
Depuis le 1er juin 2010, elle émet au format 16:9 puis sa version HD 1080i depuis le 1er novembre 2010, en même temps que laSexta2 et laSexta3.

### La Sexta HD
La Sexta HD est la version 1080i de La Sexta, disponible depuis le 1er novembre 2010. 
Son lancement a été annoncé par la direction de la chaîne le 4 octobre 2010 et ses premiers tests ont été effectués à partir du 29 octobre, le match FC Barcelone-Sevilla FC étant le premier test. Ses émissions définitive ont démarré le 1er novembre 2010, en même temps que laSexta3. Seuls les matchs de football sont diffusés en HD Natif sur la chaîne.

### Identité visuelle (logo)

Logo de laSexta du 27 mars 2006 au 4 août 2007
Logo de laSexta du 4 août 2007 au 10 avril 2016
Logo de laSexta HD du 1er novembre 2010 au 10 avril 2016
Logo de laSexta depuis le 10 avril 2016 au 7 mai 2024
Logo de laSexta depuis le 7 mai 2024

## Organisation

### Dirigeants
Président
- Emilio Aragón

Directeur général
- Juan Ruiz de Gauna

Directeur
- Antonio G. Ferreras

Directeur des programmes
- Esperanza Martín Juárez

Directeur des sports et de l'information
- César González Antón

Directeur de la programmation et de la direction
- Luis Fernambuco

Directeur de la communication et des relacions externes
- Teresa P. Alfageme

### Capital
LaSexta est détenue à: 
- 51,7 % par GAMP Audovisual, S.A.
- 40,5 % par Grupo Televisa, S.A.B.
- 7,8 % par Gala Desarrollos Comerciales, S.L.U.

## Programmes
LaSexta diffuse du sport (majoritairement: le football, F1, basket-ball), des séries (comme JAG, Navy, Prison break, NUMB3RS, The mentalist...) et de l'information.

### Sport
- Primera División : laSexta diffuse la Primera División ainsi que quelques autres compétitions comme la Coupe du Roi.
- Formule 1 : laSexta est la chaîne où sont diffusées toutes les courses de formule 1.
- Basket-ball : laSexta retransmet tous les grands événements du basket-ball. Elle diffuse par exemple les mondiaux de basket-ball.

### Informations
- laSexta Noticias : Bulletin d'informations de laSexta. Il est composé des informations normales ainsi que du sport à la fin des éditions.

En comptant le sport, le bulletin de 14h dure 1h20 et celui de 20h00 dure 1h30.

### Séries
- Futurama
- NCIS : Enquêtes spéciales
- Numb3rs

### Émissions
- Buenafuente
- El Intermedio
- Más Vale Tarde
- Al Rojo Vivo
- Salvados

## Annexe